# Lophoptera sordida
Lophoptera sordida là một loài bướm đêm trong họ Noctuidae.